# Jacques Chirac
Jacques René Chirac (; n. 29 noiembrie 1932, Paris, Île-de-France, Franța – d. 26 septembrie 2019, Paris, Métropole du Grand Paris, Franța) a fost un politician  francez. A fost ales președinte al Republicii Franceze în 1995 și 2007, totodată co-principe al Andorrei.
Jacques Chirac a fost colaborator al președinților francezi Georges Pompidou în anii 1960 și Valéry Giscard d'Estaing în anii 1970. A fost primar al Parisului din 1977 până în 1995 și prim-ministru în 1974 - 1976 și 1986 - 1988. A candidat pentru postul de președinte fără succes în 1981 și 1988, și a fost ales în 1995 și 2002.
Tatăl său a fost funcționar de bancă și apoi director la o companie aeriană. Chirac a studiat la:
- Lycée Louis-le-Grand (a absolvit în 1950)
- Institut d'Etudes Politiques 1951-1954 (servicii publice și politică)
- Școala de vară Harvard în 1953
- ofițer de cavalerie armorată în Saumur (locul 1)
- Ecole Nationale d'Administration în 1959 (școală de elită pentru servicii guvernamentale; locul 10)

Și-a satisfăcut serviciul militar în Armata Franceză din 1954 până în 1957 și a fost recrutat în timpul războiului franco-algerian. În prezent este căsătorit cu Bernadette Chodron de Courcel, având două fiice, printre care și Claude Chirac. El este de credință romano-catolică.
Conservatorul Chirac a început politica ca un suspect de comunism: el a semnat Chemarea de la Stockholm și a vândut ziarul comunist "l'Humanité", fapt care a fost mai târziu o problemă pentru el când a dat la o academie pentru a deveni ofițer militar: deși meritele sale academice îl puneau pe primul loc printre studenți, armata nu dorea un ofițer comunist și a aranjat să intre ultimul, asigurându-i rolul de soldat. După ce s-a plâns, i-a fost returnat adevăratul loc și a devenit un ofițer. De asemenea, a avut probleme cu mersul în Statele Unite ale Americii din cauza McCarthy-ismului.

## Carieră politică

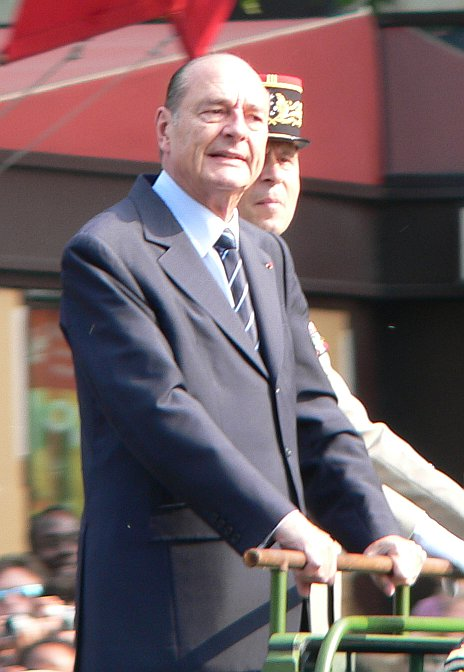
Jacques Chirac

- Auditor al Curții de Conturi franceze (Cour des Comptes) din 1960.
- S-a alăturat staffului prim-ministrului Georges Pompidou în 1962 (în funcția de secretar de stat pentru probleme sociale).
- Ales pentru Adunarea Națională în 1967. În 1968, a jucat un rol foarte important în negocierea unui armistițiu în răscoala studenților și greva muncitorilor în mai 1968;
- Secretar de stat pentru dezvoltarea economică și rurală în 1973;
- Ministru al Dezvoltării Agricole și Rurale din 1973 până în 1974;
- Ministru de Interne în 1974;
- Prim-Ministru din 1974 până în 1976, și apoi din 1986 până în 1988;
- Primar al Parisului, din 1977 până în 1995;
- Președinte al Franței, din 1995.

Chirac a stat mult în politica de centru-dreapta ca și un politician gaullist, suporter al taxelor mai mici, al eliminării controalelor de prețuri, a pedepselor mari pentru crimă și terorism și a privatizării afacerilor.
Jacques Chirac a candidat pentru funcția de președinte în 1981, dar a fost învins de François Mitterrand. După alegerile din 1986, Mitterrand a trebuit să împartă puterea cu parlamentul de dreapta, forțând funcția de prim-ministru pentru Chirac. Chirac a fost învins din nou în alegerile prezidențiale din 1988 (de către Mitterrand), dar a rămas primar al Parisului și membru activ în parlament.
Chirac a fost în final ales ca și președinte al Franței în 1995, dar a trebuit să folosească mult timp pentru a reduce la tăcere electoratul deziluzionat. Șomajul în Franța rămâne printre cele mai mari din Uniunea Europeană iar grevele sunt foarte frecvente, predominante în sectorul public, în special în transportul de călători.
Chirac a fost de asemenea suspectat de corupție și de uzul banilor publici în scopuri personale când era primar al Parisului. Totuși, investigațiile despre rolul său în aceste probleme au fost suspendate până când a încetat să se mai bucure de imunitatea parlamentară față de procuratură. Acele suspiciuni au promovat showul satiric Les Guignols de l'Info pentru a introduce personajul-păpușă Super Menteur (Super Mincinos), format din o reprezentare a lui Chirac în un costum ca și al lui Superman.
Pe 14 iulie, 2002 în timpul sărbătorilor zilei naționale, Chirac a supraviețuit unei încercări de asasinat din partea unui individ ce avea o pușcă ascunsă într-o husă de chitară. Cel care a încercat asasinatul a tras un foc înspre locul unde se afla Jaques Chirac, fiind repede oprit de oamenii din jur. Atacatorul, Maxime Brunerie, a fost găsit ulterior iresponsabil, fiind astfel imposibil de a fi judecat într-un proces; grupul violent de extremă dreapta cu care a fost asociat, Unité Radicale a fost atunci dizolvat administrativ. El a fost de asemenea candidat pentru partidul Mouvement National Républicain la alegerile locale.
El nu a dorit război cu Irakul decât ca ultimă soluție (cu rezoluție și mandat a Consiliului de Securitate al ONU) în 2002 și 2003, cerând participarea inspectorilor ONU pentru mai mult timp. Împreună cu cancelarul german Gerhard Schröder și cu președintele rus Vladimir Putin, el a cerut diplomație în loc de război.
Prim-miniștri săi au fost:
| Prim-Ministru         | din  | până în |
| --------------------- | ---- | ------- |
| Dominique de Villepin | 2005 |         |
| Jean-Pierre Raffarin  | 2002 | 2005    |
| Lionel Jospin         | 1997 | 2002    |
| Alain Juppé           | 1995 | 1997    |